# ジェイレン・ウェルズ
ジェイレン・ウェルズ（Jaylen Wells, 2003年8月26日 - ）は、アメリカ合衆国カリフォルニア州サクラメント出身のプロバスケットボール選手。NBAのメンフィス・グリズリーズに所属している。ポジションはスモールフォワードまたはシューティングガード。

## 経歴

### カレッジ
NCAAディビジョンIIのソノマ州立大学に進学。2年目の2022-23シーズンには平均22.4得点を記録し、カンファレンスの最優秀選手賞を受賞した。
2023-24シーズンよりディビジョンIのワシントン州立大学に転校。このシーズンは34試合に出場して平均12.6得点、4.6リバウンドを記録し、シーズン終了後に2024年のNBAドラフトにアーリーエントリーした。

### メンフィス・グリズリーズ
2024年のNBAドラフトにて2巡目全体39位でメンフィス・グリズリーズに指名され、7月6日にグリズリーズとのルーキー契約に合意した。
2024-25シーズン、10月31日のミルウォーキー・バックス戦で、自身初となるスターターとして出場し、16得点、7リバウンド、1アシストを記録し、チームは122-99で勝利した。12月3日にウェスタン・カンファレンス最優秀新人選手に選出された。なお、グリズリーズの選手がこれに選出されたのは、フランチャイズ史上10人目であった。
2025年4月8日のシャーロット・ホーネッツ戦の第2クォーターで、速攻でのダンクシュート時に相手チームのKJ・シンプソンと接触。ウェルズは頭から落下し、体を動かせない状態だったために緊急搬送された。搬送後に意識を取り戻し、左手を骨折する故障を負ったことから、残りのシーズンを全休することが発表された。このシーズン、ウェルズは79試合（先発74試合）に出場し、平均10.4得点、3.4リバウンド、1.7アシストを記録した。

## 個人成績

### NBA

#### レギュラーシーズン
| シーズン | チーム | GP | GS | MPG  | FG%  | 3P%  | FT%  | RPG | APG | SPG | BPG | PPG  |
| -------- | ------ | -- | -- | ---- | ---- | ---- | ---- | --- | --- | --- | --- | ---- |
| 2024–25  | MEM    | 79 | 74 | 25.9 | .425 | .352 | .822 | 3.4 | 1.7 | .6  | .1  | 10.4 |
| 通算     | 通算   | 79 | 74 | 25.9 | .425 | .352 | .822 | 3.4 | 1.7 | .6  | .1  | 10.4 |

### カレッジ

#### NCAAディビジョンI
| シーズン | チーム             | GP | GS | MPG  | FG%  | 3P%  | FT%  | RPG | APG | SPG | BPG | PPG  |
| -------- | ------------------ | -- | -- | ---- | ---- | ---- | ---- | --- | --- | --- | --- | ---- |
| 2023–24  | ワシントンステート | 34 | 20 | 29.2 | .436 | .417 | .814 | 4.6 | 1.2 | .5  | .2  | 12.6 |

#### NCAAディビジョンII
| シーズン | チーム         | GP | GS | MPG  | FG%  | 3P%  | FT%  | RPG | APG | SPG | BPG | PPG  |
| -------- | -------------- | -- | -- | ---- | ---- | ---- | ---- | --- | --- | --- | --- | ---- |
| 2021–22  | ソノマステート | 25 | 21 | 30.6 | .406 | .263 | .716 | 5.8 | 1.7 | 1.0 | .2  | 12.6 |
| 2022–23  | ソノマステート | 30 | 30 | 36.8 | .517 | .438 | .861 | 8.7 | 2.6 | 1.6 | .4  | 22.4 |
| 通算     | 通算           | 55 | 51 | 34.0 | .476 | .355 | .808 | 7.4 | 2.2 | 1.3 | .3  | 17.9 |